# Grytan, Medelpad
Grytan är en sjö i Timrå kommun i Medelpad och ingår i Indalsälvens huvudavrinningsområde.